# L'Introuvable (roman)
Ne doit pas être confondu avec L'Introuvable.
L’Introuvable (titre original : The Thin Man) est un roman policier de l’auteur américain Dashiell Hammett, d’abord paru en feuilleton dans le magazine féminin Redbook, puis en 1934 chez Alfred A. Knopf à New York. 
Ce roman policier, plein d’humour, qui a pour double héros Nick et Nora Charles, un couple marié et fortuné, a donné lieu à une série de six films hollywoodien mettant en vedette William Powell et Myrna Loy.

## Résumé
Venus de la côte Ouest pour s’amuser, Nick Charles, un ancien détective privé, et sa femme Nora, une riche mondaine, séjournent dans un hôtel de première classe à New York pendant les Fêtes de fin d'année à l’époque de la Prohibition.  Le couple, sans enfant, a amené dans ses bagages leur petite chienne Asta.
À son corps défendant, Nick est poussé à faire enquête sur des allégations de meurtre entourant un scientifique nommé Wymant qui a déjà eu recours autrefois aux services du détective privé. Le savant, qui ne communique avec ses proches et son avocat que par lettres, semble se terrer depuis quelque temps dans un lieu éloigné pour s’adonner à ses recherches. Sa fille, de retour d'un long séjour en Europe, cherche à voir son père, alors que son ancienne épouse veut contacter l'actuelle maîtresse de Wymant. Cette dernière est d'ailleurs retrouvée assassinée dans son appartement, et tout désigne le savant comme le suspect numéro un. La famille Wymant, dont les membres offrent un condensé de tous les travers humains, appelle Nick à la rescousse, mais chacun lui met ensuite des bâtons dans les roues pour l'empêcher de mener à bien son enquête. Nick Charles se fait bientôt menacer par un malfrat dans sa propre chambre d'hôtel. Il essuie d'ailleurs un coup de feu qui vient près de le tuer. Encouragé par sa femme qui trouve, en dépit de cette mésaventure, qu’une enquête est une chose tout à fait excitante, Nick collabore avec la police et découvre plusieurs éléments du mystère qui entoure la mort de la maîtresse de Wymant, ce qui l'oblige à revoir plusieurs escrocs qu'il a croisé du temps qu'il était un privé. En outre, malgré les investigations à mener, les Charles continuent de faire la fête et d’arroser leurs soirées, leurs nuits, et même leurs matinée, sous des flots d’alcool.
La découverte d’un squelette dans le laboratoire de Wymant permet finalement à Nick de dénouer l’affaire à la surprise générale.

## Particularités du roman
Les personnages de Nick et Nora Charles sont en partie inspirés par Dashiell Hammett lui-même, qui fut autrefois détective privé, et par sa compagne, la dramaturge Lillian Hellman.

## Éditions
Édition originale en anglais
- (en) Dashiell Hammett, The Thin Man, New York, Alfred A. Knopf, 1934

Éditions françaises
- (fr) Dashiell Hammett (auteur) et Edmond Michel-Tyl (traducteur), L'Introuvable [« The Thin Man »], Paris, Éditions Gallimard, 1934, 253 p. (BNF 32219798)
- (fr) Dashiell Hammett (auteur) et Henri Robillot (traducteur), L'Introuvable [« The Thin Man »], Paris, Éditions Gallimard, coll. « Série noire no 68 », 1950, 250 p. (BNF 32219799)
- (fr) Dashiell Hammett (auteur), Pierre Bondil (traducteur) et Natalie Beunat (traducteur) (trad. de l'anglais), L'Introuvable [« The Thin Man »], « in » Romans, Paris, Éditions Gallimard, coll. « Quarto », 2009, 1057 p. (ISBN 978-2-07-078329-8, BNF 42050465) Ce volume omnibus réunit les romans suivants dans de nouvelles traductions intégrales : Moisson rouge, Sang maudit, Le Faucon maltais, La Clé de verre, L’Introuvable
- (fr) Dashiell Hammett (auteur), Pierre Bondil (traducteur) et Natalie Beunat (traducteur) (trad. de l'anglais), L'Introuvable [« The Thin Man »], Paris, Éditions Gallimard, coll. « Folio policier no 645 », 2012, 645 p. (ISBN 978-2-07-044557-8, BNF 42612996)

## Adaptation cinématographique
- 1934 : L'Introuvable, film américain de W. S. Van Dyke, avec William Powell, Myrna Loy et Nat Pendleton

Les cinq autres films de la série reprennent les personnages sur des intrigues inédites.